# Elecciones parlamentarias de Albania de 2025
Las elecciones parlamentarias de Albania de 2025 se celebraron para el 11 de mayo de 2025, con el propósito de elegir a los 140 miembros del Parlamento de Albania. El resultado fue una cuarta victoria consecutiva para el gobernante Partido Socialista (PS), liderado por el primer ministro Edi Rama, asegurando más mandatos que en cualquier elección anterior, con la promesa de ser miembro de la Unión Europea para 2030.

## Antecedentes
En las elecciones parlamentarias de 2021, el Partido Socialista (PS) ganó 74 de los 140 escaños en el parlamento, lo que resultó en la reelección de Edi Rama como Primer Ministro. La alianza PD-AN, dirigida por los demócratas de centroderecha, aumentó de 43 a 59 escaños.
Durante el mismo período, el presidente Ilir Meta se enfrentó a acusaciones generalizadas de violar la constitución, particularmente en su intervención en el proceso electoral y la postura partidista abierta contra el PS que adoptó durante las elecciones de 2021. En junio de 2021, el parlamento inició un proceso de destitución contra Meta, acusándolo de socavar la neutralidad de la presidencia. Sin embargo, en febrero de 2022, el tribunal constitucional dictaminó que las acciones de Meta no constituían una violación de la constitución.

## Sistema electoral
Como república parlamentaria, Albania implementa un método de representación proporcional regional.  El parlamento está compuesto por 140 representantes con un mandato de cuatro años, donde 1/3 de los miembros son elegidos a través de una lista cerrada y 2/3 de los miembros son elegidos a través de listas abiertas. La asignación de representantes en el parlamento se realiza según el tamaño de la población dentro de 12 distritos electorales, que corresponden a las regiones administrativas de Albania. Para garantizar la representación proporcional, se emplea el método d'Hondt para la distribución de escaños, que depende de un umbral electoral del 1%. Este método facilita una asignación justa de escaños en relación con el número de ciudadanos registrados en cada distrito de Albania.

### Fecha de la elección
Según la Constitución, las elecciones parlamentarias en Albania deben celebrarse no más tarde de 60 días ni antes de 30 días antes de la expiración del mandato del Parlamento. El 11 de octubre de 2024, el comisario Ilirjan Celibashi de la Comisión Electoral Central (KQZ) recomendó el período comprendido entre el 20 de abril y el 11 de mayo de 2025 como el plazo más adecuado para las próximas elecciones parlamentarias.  El 11 de noviembre de 2024, el presidente Bajram Begaj inició consultas procedimentales para determinar la fecha de las elecciones, invitando a representantes de la Coalición para las Reformas, la Integración y las Instituciones Consolidadas (KRIIK) a la sede de la Presidencia. El 19 de noviembre, Begaj celebró la primera ronda de consultas con los líderes de los partidos de oposición más pequeños, quienes propusieron el 4 de mayo como la fecha más adecuada para las elecciones.   Esta sugerencia se hizo a la luz de la esperada  Cumbre de la Comunidad Política Europea en Tirana el 9 de mayo, y en la que los líderes argumentaron que celebrar elecciones antes de la cumbre evitaría una posible manipulación electoral. Begaj describió las consultas como el comienzo de un proceso electoral transparente y constructivo. Subrayó que la decisión sobre la fecha de las elecciones debe basarse en los mejores intereses de los votantes, tras un debate equilibrado y abierto con aportaciones de una amplia gama de actores políticos e institucionales. El Partido Demócrata se negó a participar en las consultas con el presidente Begaj. El Partido de la Libertad aceptó la invitación, y Tedi Blushi y Erisa Xhixho solicitaron que el presidente decretara cualquier fecha de elección permitida por el Código Electoral, excepto la propuesta por Taulant Balla del Partido Socialista. Basha se abstuvo de proponer una fecha específica, pero enfatizó que el enfoque principal debería estar en los estándares electorales más que en la fecha en sí. El 25 de noviembre, el presidente Begaj concluyó el proceso de consulta y destacó la importancia del mismo, afirmando que los debates se guiaron por los mejores intereses de los votantes y no por estrechos cálculos políticos.  De manera concluyente, el 5 de diciembre, Begaj anunció que las elecciones de 2025 se programarían para el 11 de mayo de 2025.

### Enmiendas
El 26 de julio de 2024, el Parlamento aprobó las enmiendas al nuevo código electoral, que incluían disposiciones sobre el voto de la diáspora y la asignación de escaños. Un enfoque importante se centró en la fórmula empleada para las listas de candidatos, que ya no era totalmente abierta sino que un tercio fue designado como cerrado y sujeto a la discreción del líder del partido, eximiéndolo así del voto preferencial. Además, las nuevas regulaciones estipularon que uno de cada tres candidatos elegidos de la lista abierta debía ser mujer, lo que reflejaba un compromiso de mejorar la representación de género dentro del marco electoral.
El 7 de diciembre de 2024, la KQZ aprobó la asignación de mandatos electorales y la creación de 93 zonas de administración electoral (ZAZ) para las elecciones de 2025. Los municipios con más de 80.000 electores se dividieron en múltiples ZAZ. El KQZ también finalizó la distribución de mandatos, con Tirana eligiendo 37 diputados, mientras que la representación de Korça disminuirá a 10 debido a la pérdida de un mandato.
En preparación para las elecciones de 2025, el KQZ introdujo la aplicación PER para facilitar el registro y la votación de los emigrantes albaneses en el extranjero. Esta iniciativa tiene como objetivo garantizar la participación de la diáspora en el proceso electoral, con el registro previsto del 11 de enero al 11 de marzo. Para registrarse, los emigrantes deben proporcionar un pasaporte válido y un documento que verifique su dirección residencial. La aplicación PER, disponible para descargar tanto en dispositivos móviles como en computadoras, servirá como único método para votar desde el extranjero. Una vez registrados, los emigrantes serán eliminados del censo electoral nacional y, para el 11 de mayo, se finalizará una lista separada de votantes en el extranjero.

## Campaña
Las campañas electorales en Albania están reguladas para iniciarse 30 días antes de la fecha programada de la elección y deben concluir 24 horas antes de la votación. El día anterior a la elección y el día de la misma se designan como períodos de silencio electoral, durante los cuales se prohíbe toda actividad de campaña.
Por primera vez en la historia, la diáspora albanesa puede votar por correo. Como resultado, los partidos políticos han extendido sus mítines de campaña a otros países, especialmente a Italia y Grecia, donde reside un mayor número de ciudadanos albaneses. Al 28 de febrero de 2025, 250.000 electores se habían registrado para votar desde el extranjero.
La campaña de estas elecciones se caracterizó por el gran uso de las redes sociales, especialmente por parte de los partidos más pequeños, ya que no tuvieron tanto acceso televisivo en comparación con los partidos más grandes.

### Prohibición de TikTok
El 21 de diciembre de 2024, el primer ministro albanés, Edi Rama, anunció que TikTok estaría prohibido en Albania durante al menos un año, a partir de principios de 2025. Rama citó la muerte de un adolescente en una pelea vinculada a un conflicto en TikTok y la preocupación por que las redes sociales promuevan la violencia juvenil. Además de esta prohibición, el gobierno albanés planea iniciar programas educativos para estudiantes y padres.
El 13 de marzo de 2025, la Autoridad de Comunicaciones Electrónicas y Postales (AKEP) y la Autoridad Nacional de Ciberseguridad (AKSK), según las decisiones publicadas por el gobierno albanés, ordenaron a todos los proveedores de servicios de Internet en Albania que bloquearan las IP, la resolución DNS y las indicaciones de nombre de servidor de TikTok, así como las direcciones IP de ByteDance.
El líder de la oposición, Sali Berisha, criticó la prohibición, argumentando que obstaculizaría su capacidad de realizar campañas en línea antes de las elecciones. El 15 de marzo de 2025, cientos de manifestantes demócratas se reunieron frente al edificio Kryeministria (sede de la Oficina del primer ministro) para protestar contra la prohibición. Arlind Qori, líder del Movimiento Juntos, consideró la prohibición como un acto de censura.

### Eslogans de campaña
| Partidos                              | Eslogan original                           | Traducción al español                                           | Ref.   |
| ------------------------------------- | ------------------------------------------ | --------------------------------------------------------------- | ------ |
| Partido Socialista                    | Shqipëria 2030 në BE, vetëm me Edin dhe PS | Albania 2030 en la UE, solo con Edi (Rama) y PS                 | [ 24 ] |
| Partido Demócrata                     | Ta bëjmë Shqipërinë Madhështore            | "Hagamos que Albania sea majestuosa"                            | [ 25 ] |
| Demócratas Euroatlánticos             | Shqipëria meriton më shumë                 | "Albania merece más"                                            | [ 25 ] |
| Movimiento Juntos                     | Y reja po lind                             | "Lo nuevo está naciendo"                                        | [ 25 ] |
| Partido de la Oportunidad             | Për një Shqipëri ku ia del me punë         | "Por una Albania donde se pueda lograr el éxito con el trabajo" | [ 25 ] |
| Albania se convierte en la iniciativa | Shqipëria vlen më shumë se partia          | "Albania vale más que el partido"                               | [ 25 ] |

### Observadores electorales
La Organización para la Seguridad y la Cooperación en Europa desplegará 338 funcionarios dirigidos por Lamberto Zannier para supervisar las elecciones.

## Incidentes de campaña

### Pelea PD-PS Lezhë
La oposición, encabezada por el Partido Demócrata (PD), acusó a miembros del Partido Socialista (PS) de intentar comprar votos. Andi Marku, jefe del PS en Kolsh, estaría presuntamente implicado en estas acusaciones. Mientras tanto, Pjerin Ndreu, alcalde de Lezhë, rechazó estas acusaciones y acusó al PD de organizar provocaciones. Según los informes, grupos de militantes afiliados a ambos partidos bloquearon carreteras, restringiendo la circulación y aumentando las tensiones. Fatjon Zefi, teniente de alcalde de Lezhë, fue una de las personas atrapadas en esta interrupción cuando su vehículo fue detenido. Un automóvil fue detenido por la noche, lo que provocó un enfrentamiento verbal y físico entre representantes del PD y del PS. Más tarde, las autoridades intervinieron para detener a varias personas para interrogarlas.

### Compra de votos al PSD
Las acusaciones de compra de votos que involucran al Partido Socialdemócrata (PSD) surgieron en Malësi e Madhe, particularmente en Koplik. Ardian Hysa, jefe del PSD en Malësi e Madhe, fue investigado por presuntamente intentar comprar votos. Las autoridades también examinaron a Florenc Kalaj, un residente local sospechoso de facilitar el proceso. La policía descubrió mensajes de WhatsApp que sugerían coordinación entre los representantes del PSD y los votantes con respecto a los incentivos financieros. El Tribunal Especial Anticorrupción (SPAK) autorizó registros de los negocios y la propiedad personal de Hysa como parte de la investigación.

## Encuestas de opinión
| Encuestadora                     | Fecha            | Tamaño    | PS                            | Alianza por una Gran Albania | Alianza por una Gran Albania | Alianza por una Gran Albania | PSD    | Albania se convierte en iniciativa | Albania se convierte en iniciativa | PM     | LB     | KEA    | DZh    | Otros | Ventaja |      |   |   |      |       |
| Encuestadora                     | Fecha            | Tamaño    | PS                            | PD                           | PDIU                         | PL                           | PSD    | NTH                                | LSHB                               | PM     | LB     | KEA    | DZh    | Otros | Ventaja |      |   |   |      |       |
| -------------------------------- | ---------------- | --------- | ----------------------------- | ---------------------------- | ---------------------------- | ---------------------------- | ------ | ---------------------------------- | ---------------------------------- | ------ | ------ | ------ | ------ | ----- | ------- | ---- | - | - | ---- | ----- |
| Encuestadora                     | Fecha            | Tamaño    | MRB-Hellas + Euronews Albania | 24 Abril– 4 May              | 1,600                        | 48.2%                        | 31.9%  | 31.9%                              | 31.9%                              | 1.8%   | 7.9%   | 7.9%   | 7.5%   | Otros | Ventaja | 2.0% | — | — | 0.7% | 16.3% |
| Piepoli Italy + Report TV        | 5 May            | 1,200     | 48.4% 75                      | 35.4% 54                     | 35.4% 54                     | 35.4% 54                     | 2.0% 1 | 7.6% 7                             | 7.6% 7                             | 4.8% 3 | 1.4% 0 | 0.1% 0 | 0.1% 0 | 0.2%  | 13.0%   |      |   |   |      |       |
| McLaughlin + Top Channel Albania | 14–24 April      | 1,200     | 48.9%                         | 34.4%                        | 34.4%                        | 34.4%                        | 2.9%   | 4.2%                               | 4.2%                               | 5.0%   | 1.1%   | 0.9%   | –      | 0.4%  | 14.5%   |      |   |   |      |       |
| Angi Ricerche + ABC News Albania | 19–22 Abril      | 3,000     | 51.1%                         | 36.8%                        | 36.8%                        | 36.8%                        | 2.5%   | 7.6%                               | 7.6%                               | 5.4%   | 2.0%   | 1.1%   | –      | 0.9%  | 14.3%   |      |   |   |      |       |
| Notosondaggi + News24 Albania    | 15–22 Abril      | 2,000     | 45.5%                         | 36.0%                        | 36.0%                        | 36.0%                        | 2.0%   | 5.5%                               | 5.5%                               | 6.5%   | 2.0%   | 1.0%   | 0.5%   | 1.0%  | 9.5%    |      |   |   |      |       |
| MRB-Hellas + Euronews Albania    | 10–21 Abril      | 1,600     | 47.9%                         | 33.7%                        | 33.7%                        | 33.7%                        | 0.7%   | 6.7%                               | 6.7%                               | 6.3%   | 2.4%   | 0.8%   | 0.6%   | 1.0%  | 14.2%   |      |   |   |      |       |
| Angi Ricerche + ABC News Albania | 17–20 Abril      | 6,000     | 48.9%                         | 35.1%                        | 35.1%                        | 35.1%                        | 1.9%   | 6.4%                               | 6.4%                               | 4.8%   | 1.6%   | 0.7%   | –      | 0.6%  | 13.8%   |      |   |   |      |       |
| Piepoli Italy + Report TV        | 10–15 Abril      | 1,200     | 48.0%                         | 35.0%                        | 35.0%                        | 35.0%                        | 2.0%   | 8.0%                               | 8.0%                               | 4.5%   | 1.5%   | 0.75%  | 0.25%  | 0.25% | 13.0%   |      |   |   |      |       |
| Notosondaggi + News24 Albania    | 11–13 Abril      | 2,005     | 46.0%                         | 35.0%                        | 35.0%                        | 35.0%                        | 2.5%   | 5.0%                               | 5.0%                               | 6.5%   | 1.5%   | 2.0%   | 1.0%   | 0.5%  | 11.0%   |      |   |   |      |       |
| Piepoli Italy + Report TV        | 3–8 Abril        | 1,000     | 48.5%                         | 35.0%                        | 35.0%                        | 35.0%                        | 1.0%   | 7.5%                               | 7.5%                               | 5.0%   | 2.0%   | 0.75%  | 0.25%  | –     | 13.5%   |      |   |   |      |       |
| MRB-Hellas + Euronews Albania    | 22 Marzo–3 Abril | 1,600     | 46.9%                         | 34.7%                        | 34.7%                        | 34.7%                        | 1.2%   | 7.7%                               | 7.7%                               | 5.1%   | 2.1%   | 1.3%   | –      | 1.0%  | 12.2%   |      |   |   |      |       |
| Piepoli Italy + Report TV        | 20–25 Mar        | 1,000     | 48.5%                         | 37.0%                        | 37.0%                        | 37.0%                        | 1.5%   | 8.5%                               | 8.5%                               | 3.5%   | 1.0%   | 0.25%  | 0.25%  | –     | 11.5%   |      |   |   |      |       |
| Piepoli Italy + Report TV        | 13 Mar           | 1,000     | 48.5%                         | 37.0%                        | 37.0%                        | 37.0%                        | 2.0%   | 7.5%                               | 7.5%                               | 3.0%   | 1.5%   | 0.25%  | 0.25%  | –     | 11.5%   |      |   |   |      |       |
| McLaughlin + Top Channel Albania | 25–30 Feb        | 1,200     | 49.2%                         | 35.7%                        | –                            | –                            | 1.2%   | 0.2%                               | 6.8%                               | 1.6%   | 0.9%   | 0.7%   | –      | 0.3%  | 13.5%   |      |   |   |      |       |
| MRB-Hellas + Euronews Albania    | 15–25 Feb        | 1,600     | 48.3%                         | 34.3%                        | –                            | 1.7%                         | –      | –                                  | 6.3%                               | 4.8%   | 2.5%   | –      | –      | 2.1%  | 14%     |      |   |   |      |       |
| MRB-Hellas + Euronews Albania    | 15–30 Ene 2025   | 1,600     | 50.1%                         | 30.8%                        | –                            | 1.7%                         | –      | –                                  | 7.9%                               | 3.8%   | 2.7%   | –      | –      | 3.0%  | 19.3%   |      |   |   |      |       |
| Eduard Zaloshnja + Report TV     | 17 Oct 2024      | 1,860     | 50.3%                         | 30.2%                        | 1.0%                         | 1.5%                         | 1.0%   | 1.7%                               | 6.8%                               | 3.1%   | 1.0%   | 0.7%   | 0.9%   | 2.1%  | 20.1%   |      |   |   |      |       |
|                                  |                  |           |                               |                              |                              |                              |        |                                    |                                    |        |        |        |        |       |         |      |   |   |      |       |
| Elección de 2021                 | 25 Abr 2021      | 1,578,117 | 48.67%                        | 39.43%                       | 39.43%                       | 6.81%                        | 2.25%  | 0.65%                              | –                                  | –      | –      | –      | –      | 2.84% | 9.24%   |      |   |   |      |       |

## Resultados
| Partido                   | Partido                                                      | Votos     | %      | Esc.   |
| ------------------------- | ------------------------------------------------------------ | --------- | ------ | ------ |
|                           | Partido Socialista de Albania                                | 856,177   | 53.27  | 83/140 |
|                           | Partido Democrático de Albania – Alianza por la Gran Albania | 529,354   | 32.93  | 50/140 |
|                           | Lëvizja Shqipëria Bëhet (LSHB, NTH, LDPSH)                   | 64,264    | 4.00   | 1/140  |
|                           | Partido Socialdemócrata de Albania                           | 49,890    | 3.10   | 3/140  |
|                           | Partido de Oportunidad                                       | 48,995    | 3.05   | 2/140  |
|                           | Movimiento Juntos                                            | 24,616    | 1.53   | 1/140  |
|                           | Coalición Euroatlántica                                      | 20,863    | 1.30   | 0/140  |
|                           | Derecho al Desarrollo                                        | 6,019     | 0.37   | 0/140  |
|                           | Alianza Nacional Albanesa                                    | 3,787     | 0.24   | 0/140  |
|                           | Movimiento Patria                                            | 2,255     | 0.14   | 0/140  |
|                           | Partido Nueva Alianza Democrática                            | 1,127     | 0.07   | 0/140  |
| Total                     | Total                                                        | 1,607,347 | 100.00 | 140    |
| Votos válidos             | Votos válidos                                                | 1,607,347 | 96.54  |        |
| Votos nulos y en blanco   | Votos nulos y en blanco                                      | 57,526    | 3.46   |        |
| Total de votos            | Total de votos                                               | 1,664,873 | 100.00 |        |
| Registrados/Participación | Registrados/Participación                                    | 3,713,897 | 44.83  |        |
| Fuente: KQZ               |                                                              |           |        |        |